# 샤를 베를링
샤를 베를링(프랑스어: Charles Berling, 1958년 4월 30일 ~ )은 프랑스의 배우이다.

## 출연 작품
- 바다 냄새 나는 여인 (1992)
- 넬리 앤 아르노 (1995)
- 리디큘 (1996)
- 나를 사랑하는 사람들은 기차를 타시오 (1998)
- 애정의 운명 (2000, Les Destinées sentimentales)
- 스파이 바운드 (2004)
- 여름의 조각들 (2008)
- 그 이름은... (2012)
- 서른아홉, 열아홉 (2013)
- 엘르 (2016)
- 하트스트링스 (2017)
- 트루 시크릿 (2019)